# EC Internacional
EC Internacional, ook bekend als Inter de Santa Maria is een Braziliaanse voetbalclub uit Santa Maria. De club werd opgericht in 1928.